# Gambusia hurtadoi
 Gambusia hurtadoi és un peix de la família dels pecílids i de l'ordre dels ciprinodontiformes.

## Morfologia
Els mascles poden assolir els 2,5 cm de longitud total.

## Distribució geogràfica
Es troba a Nord-amèrica: Mèxic.